# 11 Близнецов
11 Близнецов (лат. 11 Geminorum), LU Близнецов (лат. LU Geminorum), HD 43818 — двойная звезда в созвездии Близнецов на расстоянии приблизительно 3 230 световых лет (около 990 парсек) от Солнца. Видимая звёздная величина звезды — от +7,24m до +7,21m. Возраст звезды определён как около 8,1 млн лет.
Переменность открыта Грэмом Хиллом в 1967 году*.

## Характеристики
Первый компонент — бело-голубой яркий гигант, пульсирующая переменная звезда типа Беты Цефея (BCEP) спектрального класса B0II, или B0III, или B0. Масса — около 22,531 солнечных, радиус — около 46,806 солнечных, светимость — около 9311,929 солнечных. Эффективная температура — около 7198 К.
Второй компонент — красный карлик спектрального класса M. Масса — около 135,31 юпитерианских (0,1292 солнечной). Удалён в среднем на 4,224 а.е..